# Crni nacionalizam
Crni nacionalizam (eng. black nationalism) politički je i društveni pokret koji je nastao kao suprotnost multikulturalizmu i nastoji stvoriti naciju crnaca. Pokret je osnovan sredinom devetnaestog stoljeća i stekao određenu snagu tijekom 1960-ih i ranih 70-ih prvenstveno među afroamerikancima u SAD-u.
Crni nacionalizam promovira održavanje afriko-američkog identiteta i prepoznavanje ljudi afričkog podrijetla. Neki od njihovih slogana su "black power" (snage crna). 
Osobe povezane s pokretom bili su primjerice Malcolm X i Black Panthers.